# Östliche Erntemaus
Die Östliche Erntemaus (Reithrodontomys humulis) ist ein in den südöstlichen Bundesstaaten der Vereinigten Staaten verbreitetes Nagetier in der Gattung der Erntemäuse. Sie zählt innerhalb der Gattung zur megalotis-Gruppe, die nach der Westlichen Erntemaus benannt ist. Das Typusexemplar stammt aus dem Umfeld der Stadt Charleston in South Carolina.

## Merkmale
Diese Erntemaus wird ohne Schwanz 62 bis 68 mm lang, die Schwanzlänge beträgt 45 bis 60 mm und das Gewicht liegt bei 7 bis 12 g. Sie hat 15 bis 17 mm lange Hinterfüße und etwa 8 mm lange Ohren. Oberseits kommt braunes bis dunkelbraunes Fell vor, das graue Tönungen aufweisen kann. Bei vielen Individuen ist ein dunkler Aalstrich vorhanden. Zusätzlich gibt es bei vielen Exemplaren ein hellbraunes Band als Grenze zwischen der dunklen Oberseite und der hellgrauen Unterseite. Gelegentlich sind zimtbraune oder rosafarbene Bereiche unterseits vorhanden. Die Ohren sind fast schwarz oder zumindest dunkler als das umgebende Fell. Im Gegensatz zu eingeführten Mäusen und heimischen Weißfußmäusen, die einen ähnlich langen Schwanz besitzen, haben die oberen Schneidezähne auf der Frontseite Rillen.

## Verbreitung
Diese Erntemaus ist vom östlichen Texas und Oklahoma ostwärts sowie von Kentucky, Ohio und Maryland südwärts bis zum Atlantik und Mexikanischen Golf verbreitet. Sie fehlt an der Südspitze Floridas. Die Östliche Erntemaus lebt in offenen Landschaften wie der Prärie, anderen Grasflächen, Marschland, wenig genutztem Ackerland und ähnlichen Habitaten.

## Lebensweise
Die nachtaktiven Exemplare klettern an Stängeln von Kräutern entlang. Sie bauen ein Nest aus Pflanzenteilen, das in Grasbüscheln oder unter Laub versteckt liegt. Dieses Nagetier hält keinen Winterschlaf. Wenn das Angebot an Pflanzensamen (meist von Gräsern und Riedgräsern) abnimmt, werden vorwiegend Schmetterlingslarven verzehrt. Vor der kalten Jahreszeit wird ein Vorrat angelegt und Weibchen erweitern ihr Nest vor der Geburt von Nachkommen. Die Fortpflanzung kann das ganze Jahr erfolgen, doch die meisten Jungtiere treten im Frühjahr sowie Herbst auf. Ein Wurf besteht nach 21 bis 22 Tagen Trächtigkeit aus etwa vier Neugeborenen. Die Geschlechtsreife tritt nach zwei bis vier Monaten ein. Neugeborene wiegen durchschnittlich 1,2 g und sind mit einem etwa 10 mm langen Schwanz 35 bis 38 mm lang. Anfänglich sind Augen und Ohren verschlossen. Die Nachkommen werden zwei bis vier Wochen gesäugt.
Soweit bekannt liegt die Reviergröße bei 0,4 Hektar. In Virginia wurden im Winter pro Hektar 44 Exemplare registriert. Allgemein gilt die Population als spärlich. Mit durchschnittlich 9,5 Wochen ist die Lebensdauer kurz. Die Östliche Erntemaus hat hauptsächlich Schleiereulen und andere Beutegreifer, die durch Wiesen streifen als Feinde.
Die gefressenen Pflanzensamen sind meist kleiner als das von Menschen angebaute Getreide. Eventuellen Schaden gleicht diese Erntemaus durch den Verzehr von schädlichen Schmetterlingslarven aus.

## Gefährdung
Aufgrund fehlender Bedrohungen und einer stabilen Gesamtpopulation wird die Art von der IUCN als nicht gefährdet (least concern) gelistet.